# Thương hiệu Quốc gia Việt Nam

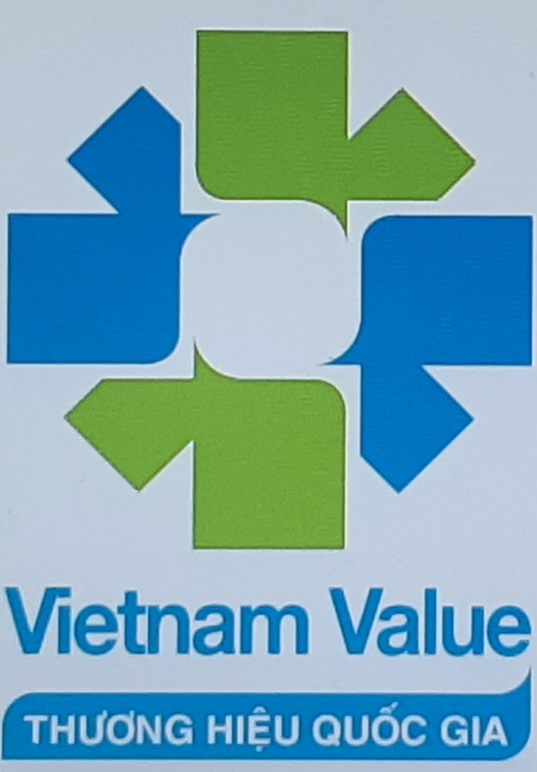
Logo Thương hiệu Quốc gia Việt Nam

Thương hiệu Quốc gia Việt Nam (tên tiếng Anh: Vietnam Value) là một chương trình được khởi xướng từ năm 2003 do chính phủ Việt Nam giao cho Bộ Thương mại (nay là Bộ Công Thương) phối hợp với các bộ ngành triển khai lựa chọn và tôn vinh các thương hiệu nội địa nhằm xây dựng hình ảnh, tăng cường nhân biết và nâng cao sức cạnh tranh cho các sản phẩm mang thương hiệu Việt Nam gắn với 3 giá trị chất lượng, đổi mới sáng tạo và năng lực tiên phong.

## Khái quát
Ngày 25 tháng 11 năm 2003, Chính phủ nước Cộng hòa xã hội chủ nghĩa Việt Nam phê duyệt quyết định số 253/2003/QĐ-TTg thông qua đề án xây dựng và phát triển Thương hiệu Quốc gia. Năm 2019, Quy chế xây dựng, quản lý, thực hiện Chương trình Thương hiệu quốc gia Việt Nam được Chính phủ Việt Nam thông qua Quyết định 30/2019/QĐ-TTg của Thủ tướng Chính phủ về việc ban hành Quy chế xây dựng, quản lý, thực hiện Chương trình Thương hiệu quốc gia Việt Nam.</ref>
Năm 2008, tổ chức việc xét chọn doanh nghiệp có sản phẩm đạt Thương hiệu quốc gia lần đầu với 30 doanh nghiệp, việc xét chọn được thực hiện định kỳ mỗi 2 năm. Đến năm 2022, đã có tổng số 325 sản phẩm đạt Thương hiệu quốc gia Việt Nam. Mục tiêu đến năm 2030 xây dựng 1000 sản phẩm đạt Thương hiệu quốc gia.